# Тишковка (Черниговская область)
Тишковка (укр. Тишківка) — село,
Сезьковский сельский совет,
Ичнянский район,
Черниговская область,
Украина.
Код КОАТУУ — 7421788405. Население по переписи 2001 года составляло 72 человека .

## Географическое положение
Село Тишковка находится на расстоянии в 0,5 км от села Гейцы и в 1-м км от села Дзюбовка.
К селу примыкает лесной массив.
Рядом проходит железная дорога, станция Платформа 720 км в 1,5 км.

## История
- 1700 год — дата основания.
- Хутор был приписан к  Покровской церкви в Сезьках [2][3]
- Входил в группу хуторов Нежеровский ( Гейцов, Выскубайлов, Дзюбыл, Тышкевичев, Коломийцов, Губскаго) о которых на 1862 год показано: на ручье Нежереве, 56 дворов где проживало 532 человека (254 мужского и 278 женского пола).[4]
- В 1911 году на хуторе Тышкевича жило 73 человека (35 мужского и 38 женского пола)[5]
- До укрепления большевицкой власти называлось хутор Нежеров[6](Нежеровский[7])